# 狩勝隧道
狩勝隧道（日語：狩勝トンネル）是位於日本北海道空知郡南富良野町与北海道上川郡新得町之間，日本国有鐵道根室本线铁路隧道。
本文一併說明屬於北海道旅客铁道（JR北海道）石胜线的新狩勝隧道。

## 狩勝隧道
狩勝隧道是根室本线落合至新内之間的隧道，長954公尺，穿越狩勝嶺，於1907年9月8日開通，1966年停用，目前已關閉。
其位置大約是现在的日本国道38號狩胜岭停车场（海拔644公尺）正下方。隧道最高海拔處為534公尺。往新內站方向，還有一座全長124公尺的新內隧道 。
由札幌方向沿著根室本線舊線穿越狩勝隧道後，可以將十勝平原的美景盡收眼底，被譽為日本三大車窗風景之一。然而坡度陡峭，且隧道斷面狹小而排煙不良，特別是往落合方向的列車，因爬坡而蒸汽機車增加出力導致排煙量增多，但速度減慢加上熱空氣造成的上升氣流，且行駛於隧道內的列車就像氣缸內的活塞一樣，使得大量煤煙和蒸汽充斥於機車周圍，對於蒸汽機車的司機與助手相當危險，隨時可能窒息。 为了防止煙氣回灌（即煤煙和蒸汽追隨著列車），后来在隧道兩端入口处都安装了人工操作，伸縮如同手風琴般的擋風幕。

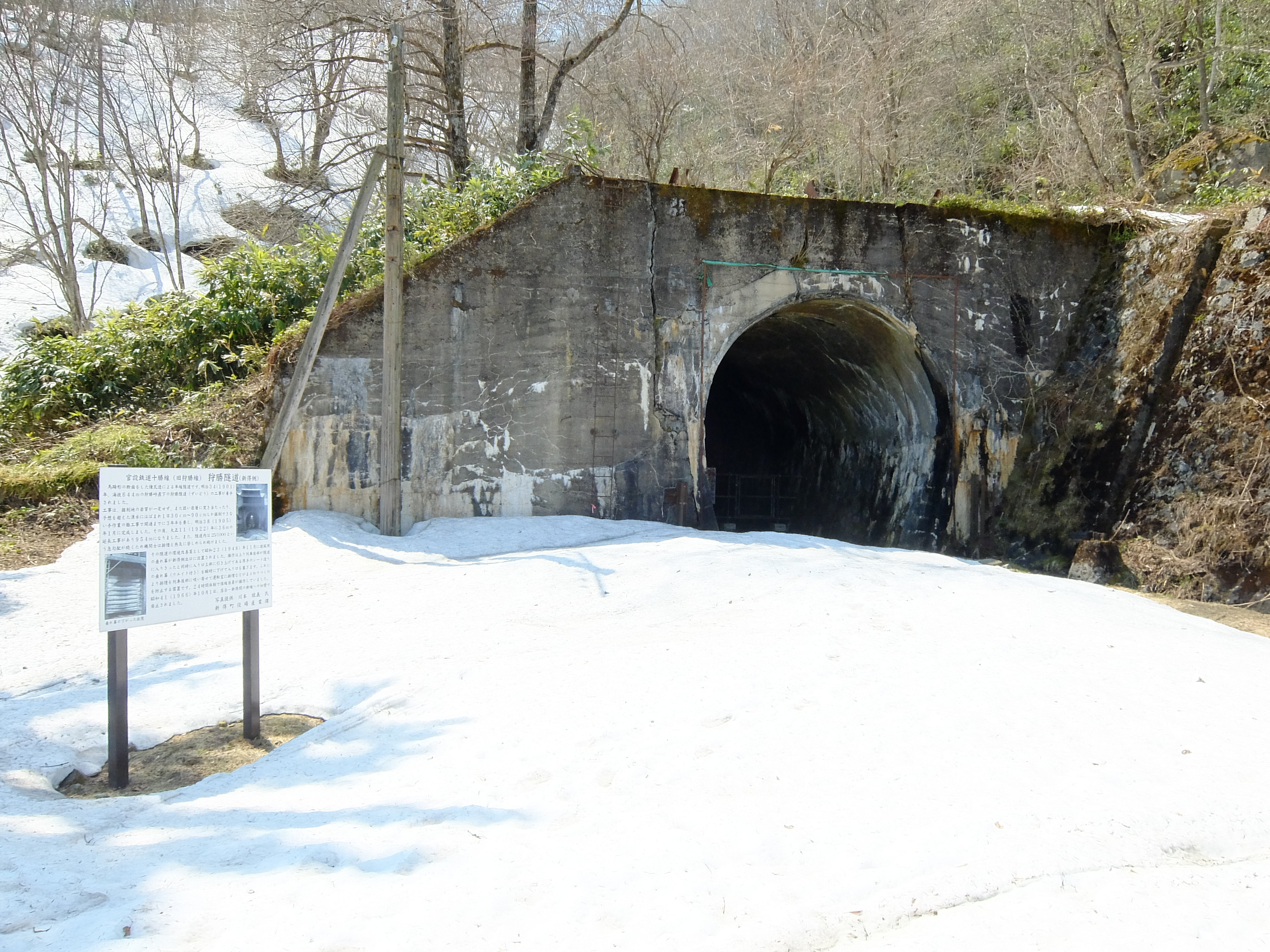
旧狩胜隧道遗址、新内站方向隧道口（2015年4月）
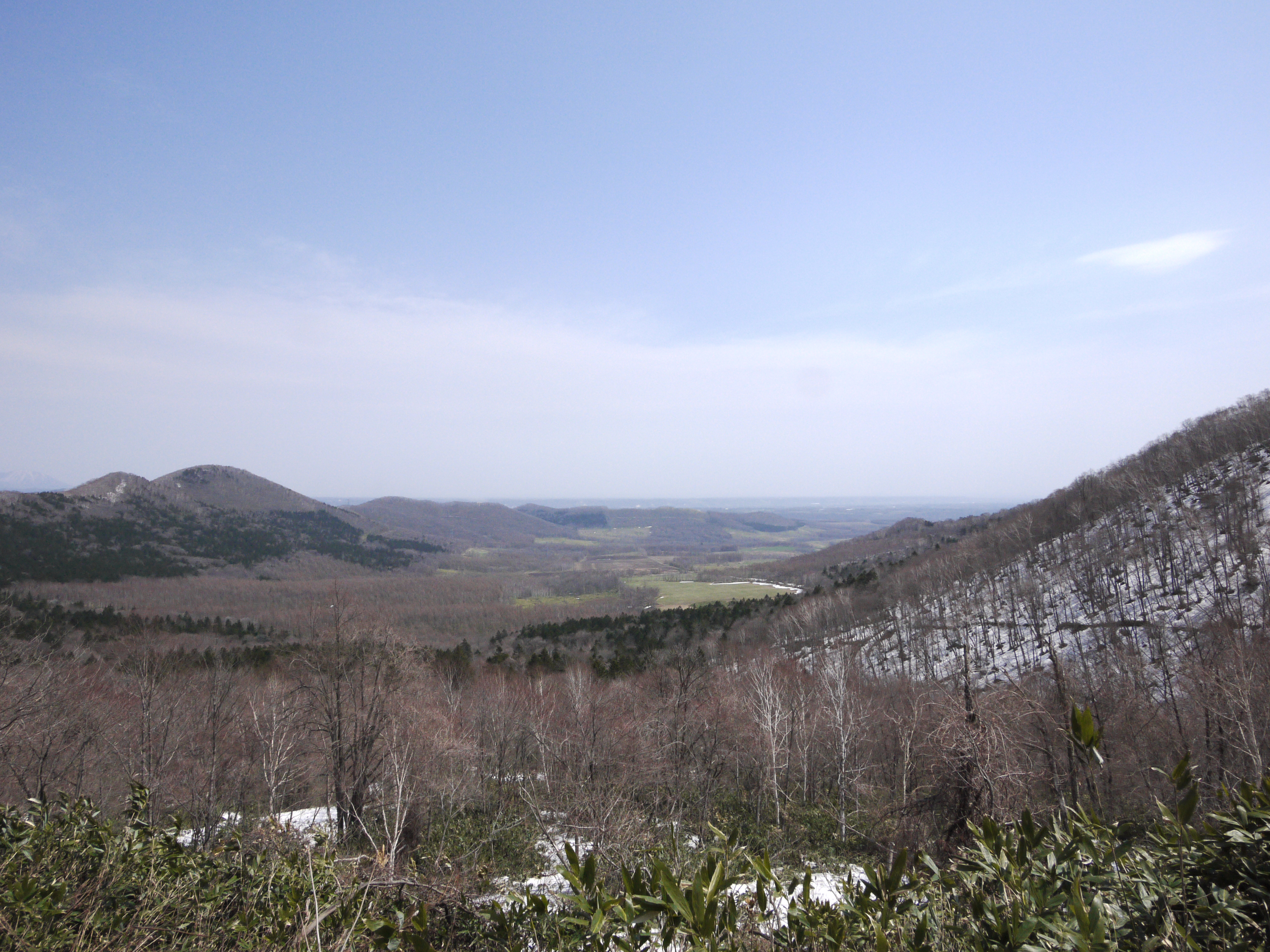
从旧根室本线眺望十胜平原（2015年4月）

### 历史
作為連結旭川市到釧路市的鐵路路線中的隧道，路線由田邊朔郎率領的團隊決定。
于1901年（明治34年）开始興建，花費344,000日元與七年才完工，但由於其中包含了日俄戰爭造成停工，實際施工時間極短，可說是一項突進趕工的工程。堅硬的岩盤和湧水導致進展困難，據說「犧牲者數量與枕木數量相當」，也有章魚部屋勞動和人柱的故事流傳下來。
太平洋战争结束后（日本国有鐵道成立前），這裡也是新成立的工會率先向當局提出改善勞動條件要求的地方（包括改建隧道和增加津貼）。
後來隧道的老化問題嚴重，漏水結凍导致冰柱堆积影響列車行駛。所以國鐵开始修建新隧道。 1966年10月1日，根室本線改行經新開通的新狩勝隧道，狩勝隧道的運輸任務結束。

#### 狩勝隧道勞資爭議
狩勝隧道導致了一系列的勞資爭議。最初，在1947年，新成立的工會向經營當局要求改善隧道內通風不良的問題，以及發放毛巾，後來又要求增加隧道工作的津贴。 最初，爭議的主要訴求是衛生安全問題（當時有9600型機車乘務員因隧道內作業而喪生），但後來逐漸轉向要求增加危險津貼和減少列車編組，性質也變得富有政治色彩。 勞資雙方缺乏協調經驗，談判過程艱難使得局勢惡化。1948年發生了職員為反對政令201號而拒絕乘務的事件。 更是出現大量員工擅離職守的情況，導致經過新得車站的列車停駛或晚點。

擔憂爭議會演變成全國大罷工的駐日盟軍總司令部采取了强硬立场，後來警方介入逮捕了数十人，工會成員則試圖以自殺抗議，事態陷入僵局。 1951年，附近發生了「毬藻號」列車脫軌事件，警方懷疑事故與勞資爭議有關，因此許多工會成員被拘留審訊。最終，這場勞資爭議在許多人心中留下陰影與長久的影響，直到1966年（昭和41年）該隧道廢棄為止。

## 新狩勝隧道
新狩勝隧道是日本北海道旅客铁道公司（JR北海道）石胜线的铁路隧道，隧道內設有上落合號誌站，在富良野站到新得站的區間廢除之前，從上落合號誌站往新得方向的路線，是根室本線和石勝線的共用區間。
為了改善行經狩勝嶺路線的坡度，新隧道於1962年3月30日動工，于1964 年8月8日貫通。1966 年9月30日正式完工，於該日下午6点，根室本線由旧线切换为经过新狩勝隧道的新線，首先通過的列車為下行特急「大鳥號」和上行急行「狩勝號」列車。第二天（10月1日）在落合站舉行了修祓式和出發式，新得站則舉行了開通儀式。經由狩勝隧道的舊線隨之停止營運。
興建時已經考量到未來在此將接續石勝線，因此上落合號誌站設計成可往落合站方向和苫鵡站方向的兩個股道。隧道的斷面大小也考量了未來的交流電氣化需求。 上落合號誌站所在的區段採用雙線斷面設計，其範圍最初長度為740公尺。後來為了確保上下行列車同時進入時的有效長度與過走距離，在1974年至1978年間，將雙線斷面部分往新得方向延長了26公尺。 於1981年10月1日開始使用石勝線方向股道。
新狩勝隧道長5648公尺，是根室本線最長的隧道，也是石勝線排行在新登川隧道之後的第二長的隧道。坡度為12‰  。

## 脚注
1. ↑  高桑榮松. . 産業衛生学雑誌 (日本産業衛生学会). 2002, 44 (1): 20-23. doi:10.1539/sangyoeisei.KJ00002552625.
2. ↑  岩波書店編集部 編. . 岩波書店. 2001-11-26: 366. ISBN 4-00-022512-X.
3. 1 2  . 鉄道ジャーナル 1971年2月号. 1971: 86-88.
4. ↑  . フォト北海道（道新写真データベース）. 北海道新聞社. 1964-08-09  [2017-11-26].
5. ↑  . フォト北海道（道新写真データベース）. 北海道新聞社. 1963-02-15  [2017-11-26].
6. 1 2  . 日本鉄道建設業協会. 1990-03: 94. doi:10.11501/2527361.